# Éneklés
Az éneklés az a cselekvés, amikor az ember hangszálaival, zenei dallamokat képez, amely elüt a beszédtől. A személyt, aki énekel énekesnek nevezzük. Az énekesek dalokat adnak elő, melyeket énekelhetnek a cappella (hangszeres kíséret nélkül) vagy zenészek és hangszereik által kísérve. Az éneklést gyakran művelik csoportosan, más énekesek és zenészek társaságában, legyen az egy kórus vagy együttes. Csaknem mindenki, aki tud beszélni, képes énekelni is, mivel az éneklés több elfogadott formája a beszéd elnyújtott hangjaira épül.
Az éneklést lehet kötetlenül, csupán a magunk szórakoztatására művelni, mint az éneklés a zuhany alatt vagy a karaoke, de az éneklés lehet nagyon kötött is, mint például az egyházi énekek vagy egy professzionális színpadi előadás vagy egy stúdiófelvétel. A magas színvonalú éneklés veleszületett adottságot, tanulást és rendszeres gyakorlást igényel. A profi énekesek gyakran egy adott zenei műfajon belül építik fel karrierjüket, akár komoly- akár a könnyűzenéről van szó, és jellemzően mindannyian énektanártól vesznek énekórákat.

## Fordítás
- Ez a szócikk részben vagy egészben  a   Singing című angol Wikipédia-szócikk fordításán alapul.  Az eredeti cikk szerkesztőit annak laptörténete sorolja fel. Ez a jelzés csupán a megfogalmazás eredetét és a szerzői jogokat jelzi, nem szolgál a cikkben szereplő információk forrásmegjelöléseként.